# Heinrich Lebensaft

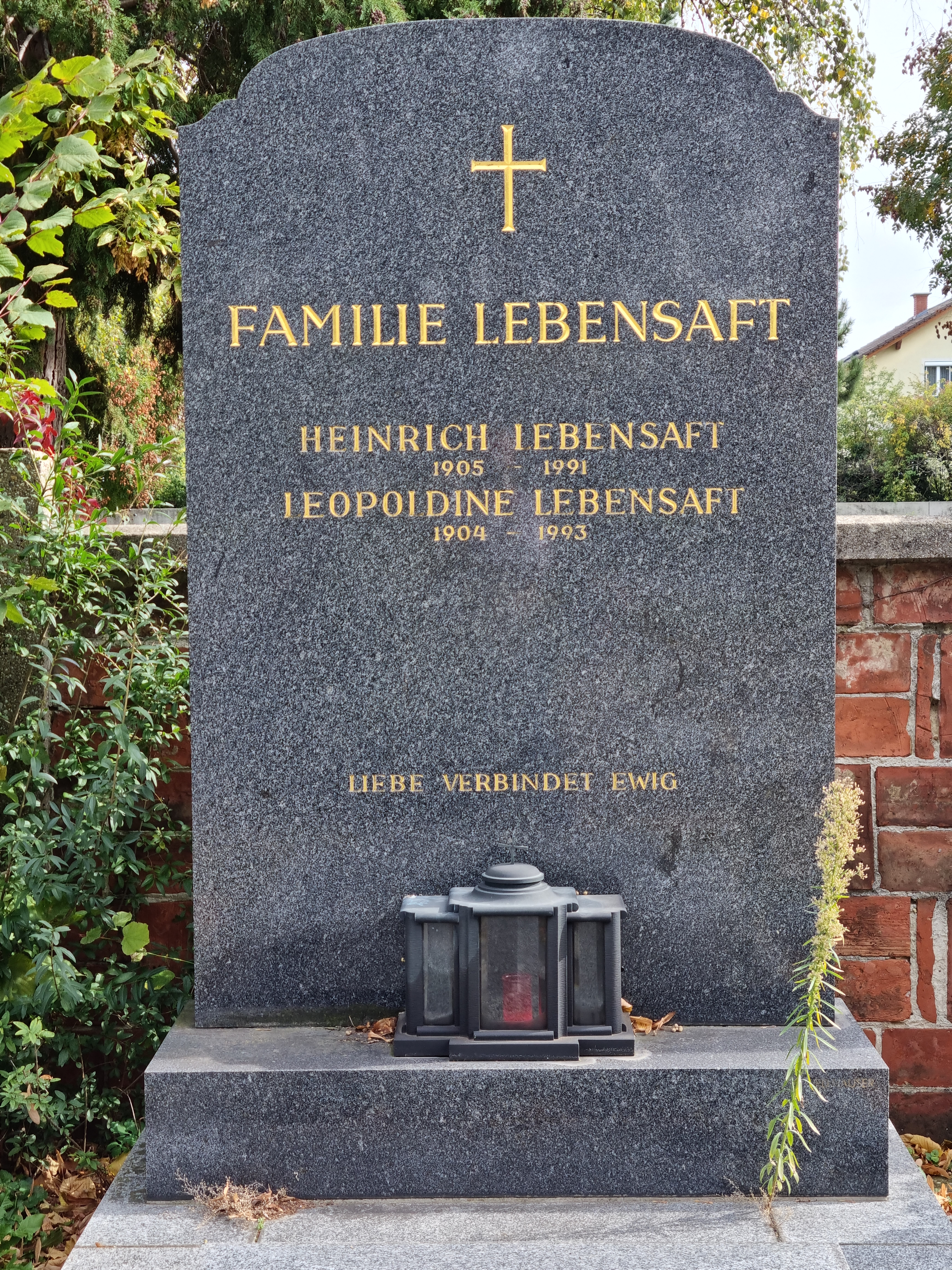
Grab von Heinrich Lebensaft am Inzersdorfer Friedhof

Heinrich Lebensaft, auch Heinrich Saft (* 22. März 1905 in Wien; † 25. Dezember 1991) war ein österreichischer Fußballtorhüter.

## Laufbahn

### Verein
Lebensaft begann seine Karriere beim SpC Rudolfshügel aus dem Wiener Gemeindebezirk Favoriten. 1925 wechselte er zum SV Amateure Wien, der sich nach dem Gewinn der österreichischen Meisterschaft 1926 in FK Austria Wien umbenannte. Dort setzte er seine Karriere bis 1928 fort.

### Nationalmannschaft
Heinrich Lebensaft gab am 9. November 1924 vor heimischem Publikum in Wien beim 1:1 gegen Schweden sein Länderspieldebüt in der österreichischen Nationalmannschaft. Insgesamt bestritt er bis 1927 sechs Länderspiele.
Heinrich Lebensaft wurde in Wien auf dem Inzersdorfer Friedhof (Gruppe 5A, Reihe L, Nummer 6) bestattet.

## Erfolge
- 1 × Österreichischer Meister: 1926